# Centro Cívico Constitución Culiacán
El Centro Cívico Constitución es un parque público de la ciudad de Culiacán, México; inaugurado el 14 de diciembre de 1958, es sin duda un icono de la ciudad, cuyo zoológico, es su imagen más emblemática; actualmente, ahorcado por el espacio y por la problemática de su sustento, continúa siendo uno de los centros recreativos más visitados de nuestra capital.

## Ubicación
El parque se localiza en la colonia Centro al oriente de la ciudad, frente al río Tamazula.

## Actualidad
A partir del 2010, se empezaron los preparativos para remodelar el parque entero, entre lo más destacado, el zoológico, las canchas y pistas y las nuevas fuentes danzarinas.

## Instalaciones
Después de su remodelación, el parque obtuvo una apariencia moderna por todos sus recorridos, pero a la vez dejando la cultura intacta.
Cuenta con cuatro entradas de acceso: la Norte usada comúnmente para entrar al zoológico, la Oeste y Sureste son usadas para acceder a las canchas deportivas y a la pista y la Suroeste, técnicamente es la principal, por donde se accede hacia el museo, la biblioteca, el Zoológico, las canchas cerradas y al auditorio.
- Zoológico de Culiacán: El zoológico local ubicado al norte del parque con dos entradas de acceso, una por el interior del parque y la oficial por la entrada principal del zoológico. Fue remodelado recientemente, obteniendo un diseño moderno, a diferencia de antes, que tenía un diseño rural y selvático. Lo más destacado de este es el gran aviario. pues antes cada especie de ave poseía su propia jaula, pero ahora las aves pueden volar en un espacio muy amplio y convivir unas con otras. Ahora, es posible ver a las aves frente a los ojos espectadores, pues cuenta con andadores de tres pisos dentro de la gran jaula aviar.

- Fuentes Danzarinas: Es una de las razones principales por la que las personas llegan al parque, sobre todo en verano, que consiste en varias fuentes con chorros expulsados hacia arriba, en el que las personas pueden bañarse y gozar del agua en libertad. Se encuentran en la entrada suroeste.

- Biblioteca Pública Municipal: Su acceso es por la entrada suroeste, justo al lado del Museo y las fuentes.

- Museo Regional de Sinaloa: También conocido como Museo de Culiacán, fue inaugurado el 14 de diciembre de 1958. Se encuentra temporalmente cerrado por renovaciones e inventarios. Es unas de las partes culturales que quedaron intactas en la remodelación.

- Auditorio Concha Acústica: Auditorio acústico ubicado al centro del parque, junto al canal.

- Zona Deportiva: El complejo deportivo cuenta con varias instalaciones aptas para la actividad física diaria.
  - Canchas: baloncesto (sureste)
  - Canchas cerradas: voleibol, frontenis (centro-este)
  - Campos: fútbol, béisbol (noreste)
  - Albercas (este)
  - Pista de carreras (centro)

## Transporte Urbano
Siendo un lugar muy visitado, también es un destino para algunas rutas del transporte urbano de la ciudad, como:
- Campiña-Palacio de Gobierno
- Cañadas-Quintas
- Margarita-Centro
- Pemex-Quintas
- Mandarina